# Fritz Köster (Anarchist)
Fritz Köster, eigentlicher Name: Friedrich Köster (* 13. Februar 1855 in Rodenberg; † 1934), war ein deutscher Autor, Redakteur,
Schlosser, Fliesenleger, Gewerkschafter, Antimilitarist und Anarchosyndikalist.

## Leben
Fritz Köster, der wegen seiner zahlreichen Aktivitäten in damaligen Polizeiberichten als „Führer der Züricher Anarchisten“ genannt wurde, war in der zweiten Hälfte der 1880er Jahre aktiv in der sozialdemokratischen Partei. 1885 kam er während der Zeit der Sozialistengesetze nach Groß Ottersleben.
Der Vorsitzende des gewerkschaftlichen Fachvereines für sämtliche Berufsgruppen für Groß Ottersleben und Umgebung, Max Sendig, emigrierte wegen eines gegen ihn laufenden Strafprozesses nach Amerika. Kurze Zeit später wurde Köster Vorsitzender des Vereines und war illegal tätig bei Aktivitäten der sozialdemokratischen Bewegung. „In Groß Ottersleben“, so schrieb Köster, „fand ich zunächst alles, was für meine geistigen, agitatorischen, organisatorischen und ökonomischen Bedürfnisse vonnöten war,....“.
Wegen „antimilitaristischer Propaganda“ wurde Köster 1886 zu drei Monaten Gefängnis verurteilt. 1887 hatte er illegal Flugblätter verteilt wofür er eine 18-monatige Haftstrafe bekam. Er war 1890/1891 aktiv in der Magdeburger Sozialdemokratie und war in dieser Zeit Redakteur der Magdeburger Volksstimme. Wegen einiger beanstandeter Artikel bekam er mehrere Haftstrafen auferlegt. Um diesen zu entgehen, flüchtete Köster 1891 in die Schweiz. Er wurde in Zürich Mitglied der „Unabhängigen Sozialisten“ und war aktiv als Gewerkschafter. In der Schweiz schloss er sich „endgültig der anarchistischen Bewegung an“ (Ludwig Unruh). Nach Verjährung seiner Gefängnisstrafen reiste Köster 1910 wieder nach Groß Ottersleben und versuchte zusammen mit Gustav Landauer die Landarbeiter für die anarchistische Bewegung zu gewinnen. Köster nahm an einem Streik der Groß Otterslebener Landarbeiterinnen teil und trat auf öffentlichen Versammlungen in Magdeburg und Umgebung auf. 1911 zog er nach Berlin und 1912 nach Dresden. Für die Freie Vereinigung deutscher Gewerkschaften (FVdG) vertrat er 1912 als Delegierter in Magdeburg die Dresdner Bauarbeiter. Vor dem Ersten Weltkrieg hielt er im Auftrag der FVdG mehrere Vortragsreisen. Von der Nachfolgeorganisation der FVdG, der Freien Arbeiter-Union Deutschlands (FAUD), wurde Köster 1920 in die Geschäftskommission gewählt. Auch nach seinem späteren Austritt aus der Geschäftskommission war er für die anarchosyndikalistische Bewegung aktiv.

## Herausgeber und Redakteur
Fritz Köster war um 1911 Redakteur der linkspolitischen Wochenzeitung Die Tribüne. In Berlin war er in der Redaktion der Zeitschrift Der Pionier tätig. Als verantwortlicher Redakteur musste er wegen verschiedenen Strafverfahren für drei Monate ins Gefängnis. 1912 trat er als Redakteur zurück. Ebenfalls war er Herausgeber der anarchosyndikalistische Tageszeitung Die Schöpfung. Die Schöpfung war das Organ der FAUD (Anarcho-Syndikalisten) und veröffentlichte Artikel über die syndikalistischen Frauenbünde, Erziehungs- und Siedlerprojekte sowie über den individualistischen Anarchismus. Köster förderte in der Zeitschrift vor allem die Landkommunen und Siedlungsgenossenschaften.
Zusammen mit Helmut Rüdiger, Augustin Souchy, Max Winkler und Gerhard Wartenberg war er bei der Zeitschrift Der Syndikalist als Redakteur tätig.
Über Köster gab es eine Verbindung zu der Frauenzeitschrift Die schaffende Frau, die von seiner Ehefrau Aimée Köster herausgegeben wurde.
Fritz Köster veröffentlichte auch unter dem Pseudonym „Fridolin Cyclop“.

## Schriften (Auswahl)
- Kampf und Sieg der ca. 1000 Feldarbeiterinnen von Groß Ottersleben und Umgegend im Mai 1910
- Die Namenlosen. Lebenserinnerungen eines deutschen Proletariers. In der Zeitschrift „Die Tribüne“, 1911/1912 (mehr als 20 Folgen).

## Weiterführende Literatur
- Hartmut Rübner: Freiheit und Brot. Die Freie Arbeiter-Union Deutschlands. Eine Studie zur Geschichte des Anarchosyndikalismus.S. 80, 83, 84, 87, 161, 172, 177, 186. Libertad Verlag, Potsdam 1994. ISBN 3-922226-21-3.
- Hans Bursian, Willi Mader: Quellensammlung zur Geschichte der Magdeburger Arbeiterbewegung von ihren Anfängen bis zur Gegenwart. Teil 2. Schriftenreihe des Lehrstuhls für Geschichte am Pädagogischen Institut Magdeburg. Heft 4. Magdeburg 1966.
- Hans-Manfred Bock: Anarchosyndikalismus in Deutschland. Eine Zwischenbilanz. In: „Internationale wissenschaftliche Korrespondenz zur Geschichte der deutschen Arbeiterbewegung“. Heft 3, S. 293 bis 358. Freie Universität Berlin, Fachbereich Politik- und Sozialwissenschaften. Basisdruck Verlag, Berlin 1989
- Max Nettlau (Hrsg.), Geschichte der Anarchie. In Zusammenarbeit mit dem Internationalen Institut für Sozialgeschichte (IISG, Amsterdam). Neu herausgegeben von Heiner Becker. Bibliothek Thélème, Münster 1993, 1. Auflage, Neudruck der Ausgabe Berlin, Verlag Der Syndikalist, 1927.
  - Geschichte der Anarchie, Bd. 5, S. 237
- Dieter Fricke, Rudolf Knaak: Dokumente aus geheimen Archiven. Übersichten der Berliner politischen Polizei über die allgemeine Lage der sozialdemokratischen und anarchistischen Bewegung, 1907–1913. Berliner Wissenschaftsverlag, 1983. ISBN 978-3-8305-0163-3